# Alexandra Grande
Alexandra Grande Risco (Lima, 05 de fevereiro de 1990) é uma carateca peruana, medalhista de ouro nos Jogos Pan-Americanos de Toronto 2015 e de prata nos Jogos Pan-Americanos de Guadalajara 2011.